# JTBC
JTBC（朝: 제이티비씨、ジェイティービーシー）は、大韓民国で衛星放送やケーブルテレビ向けに放送を行っている中央日報系のテレビ放送局。社名は「中央東洋放送」（Joongang Tongyang Broadcasting Company）の略で、同じ中央日報系である東洋放送を前身としている。日本の法的区分では「衛星又は有線一般放送事業者」に相当するが、地上波局並みの総合編成を行う点が日本とは異なる。
スローガンは다채로운 즐거움（多彩な楽しさ）、またはColoring your world（あなたの世界を彩る）。

## 概説
2009年に李明博政権下で規制緩和の一環としてメディア関連の改正3法案（新聞法、放送法、IPTV法）が施行されたのを機に、2011年12月1日に開局。当初運営する中央日報は東洋放送の略称でもあった「TBC」をチャンネル名にしようとしたものの、大邱放送が略称として使用していたため、中央(Joongang)のイニシャルであるJを付けた現在の名称となった(当時の表記は「jTBC」)。
また、東洋放送と提携関係を結んでいた日本テレビ放送網がソウル放送（SBS）開局時に提携関係を樹立したこともあって、在東京の主要テレビ局で韓国放送界と関係が薄かったテレビ朝日が出資・業務提携を行っている。こうしたこともあり、JTBCの開局記念ドラマとして制作された『パダムパダム 〜彼と彼女の心拍音〜』と『天地人〜チョンジイン〜』の日本における展開権及び同局の人気ドラマである『梨泰院クラス』と『SKYキャッスル〜上流階級の妻たち〜』の日本リメイク権を取得している。なお、親会社との関係から、JTBCの東京支局は中央日報の東京総局と共同で東京都中央区の時事通信ビル内に入居している。
開局当時は「復活TBC、誕生JTBC」を掲げており、これは東洋放送が1980年に全斗煥軍政により言論統廃合策を以って強制廃局ののち韓国放送公社（KBS）に吸収された経緯からきている。このため、KBSや同じ地上波である韓国文化放送 (MBC) とは対抗する関係にあり、2012年11月にMBCが夜のニュース番組『MBCニュースデスク』の放送時間帯を今までの21時台から『SBS8ニュース』の真裏にあたる20時台に移す改編を行うと、夜のニュースを22時台から『KBSニュース9』の真裏にあたる21時台に移動し、『JTBCニュース9』(現JTBCニュースルーム)に改題。その際PRスポットでは「KBS, MBC는 잊어라!（KBS、MBCは忘れよう!）」という挑発的なメッセージを発している。
2012年より韓国のスポーツ紙である日刊スポーツ（日本の日刊スポーツとは異なる）とゴールデンディスク賞（音楽授賞式）を共同主催している。

### ブランドソング
2014年にJTBCは自局のID映像と併せて使用するブランドソングとして「컬러풀 JTBC」(カラフルJTBC)を採用した。本楽曲はロックバンド紫雨林のボーカリストであるキム・ユナが作詞・作曲・歌唱を手掛けており、その後2017年、2020年の二度に渡り各アーティストとコラボしたバージョンが制作された。なお、これまでのバージョンは同社のYouTubeチャンネル「JTBC Brand Design」で聞くことができる。
以下は、楽曲に携わったアーティストである。
- 2014年 - キム・ユナ
- 2017年 - コ・サンジ（朝鮮語版）、MAMAMOO、ユン・ドヒョン（朝鮮語版）、ユン・ミレ&Tiger JK（朝鮮語版）、イ・ジナ、Peppertones（朝鮮語版）[18]
- 2020年 - Crush、TWICE[18]

## 歴史
- 2010年
  - 11月30日：中央日報が衛星放送・ケーブルテレビ向け総合編成チャンネルの開設申請を行う[2]。
  - 12月31日：中央日報が総合編成チャンネル事業者として選ばれる[2]。
- 2011年
  - 3月21日：JTBC設立。
  - 12月1日：開局。
- 2013年5月：孫石熙が報道総括社長に就任[20]。
- 2018年11月19日：孫石熙が代表取締役社長に就任[21]。
- 2020年：ファクトチェック部門がポインター研究所（英語版）の国際ファクトチェックネットワークに加盟した[22]。

## 子会社
SLL
映画・テレビドラマなどの各種コンテンツ制作会社。社名はStudio Lululala（スタジオルルララ）の頭字語で、旧社名はJTBCスタジオ（JTBC스튜디오、JTBC Studios）。1999年にCYBER中央(CYBER중앙)として設立され、2022年3月に現在の社名となった。2019年よりアメリカの動画配信サービスNetflixと複数年にわたるコンテンツ配信契約を結んでいる。また、自社傘下の映画会社およびドラマ制作会社を保有している。2020年12月には中国のIT企業テンセントが同社に対し1000億ウォン（約95億円）の出資を行い、7.2%の株式を取得している。
JTBCメディアテック（JTBC미디어텍、JTBC Mediatech）
番組制作業。
JTBCメディアコム（JTBC미디어컴、JTBC Mediacomm）
広告代行業。旧社名はJメディアレップ(제이미디어렙、J Mediarep)で、2015年12月より現社名となっている。
JTBC Plus
JTBCの姉妹チャンネルであるJTBC2、JTBC GOLF&SPORTS、JTBC GOLFの運営会社。放送業以外に出版事業も手掛けており、ELLE、COSMOPOLITAN、ハーパーズ・バザー、エスクァイアの4誌を発行している。

## 主な番組

### ニュース・時事問題番組
- JTBCニュース朝&（朝鮮語版）（아침&）（平日 7:30-8:00）
- イ・ガヒョク ライブ（朝鮮語版）（이가혁 라이브）（平日 17:00-18:30）
- JTBCニュースルーム（JTBC 뉴스룸）（平日 18:50-19:50、週末 18:40-19:10）
- 事件班長（朝鮮語版）（사건반장）（平日 19:50-20:50）
- 論/争（논/쟁）（木曜 24:00 - ）[35]
- この時間のニュースルーム（朝鮮語版）（이 시각 뉴스룸）（土曜 11:55-12:00、日曜 11:45-11:50）
- JTBCニュース特報（朝鮮語版）（JTBC 뉴스특보）（無作為）

過去に放送された番組
- 上岩洞クラス（朝鮮語版）（상암동 클라스）（平日 8:00-9:05）
- 舌戦ライブ（朝鮮語版）（썰전 라이브）（平日 15:10-16:40）
- 政治部会議（朝鮮語版）（정치부 회의）（平日 16:40-18:10）
- オ・デヨン ライブ（朝鮮語版）（오대영 라이브）（平日 17:30-18:50）

### ドラマ
※邦題のある作品、または原題のまま日本で放送・配信されている作品のみを記載する。
| 放送開始年 | 邦題                   | 原題                  | 日本での放送局                            | 日本での配信サイト | 備考                                            |
| ---------- | ---------------------- | --------------------- | ----------------------------------------- | ------------------ | ----------------------------------------------- |
| 2011年     | 女が二度化粧をするとき | 여자가 두번 화장할 때 | 京都放送 岐阜放送 BS11 DATV               | N/A                |                                                 |
| 2011年     | 清潭洞に住んでいます   | 청담동 살아요         | N/A                                       | N/A                | 日本ではDVDスルーとなっている。                 |
| 2013年     | いばらの花             | 가시꽃                | 衛星劇場                                  | N/A                |                                                 |
| 2013年     | もう我慢できない!      | 더 이상은 못 참아     | KNTV                                      | N/A                |                                                 |
| 2014年     | 貴婦人                 | 귀부인                | BS11 TBSチャンネル ホームドラマチャンネル | N/A                | TBSチャンネルではノーカット字幕版で放送された。 |

月火ドラマ
| 放送開始年 | 邦題                                             | 原題                                 | 日本での放送局                                                                   | 日本での配信サイト                                                                | 備考 |
| ---------- | ------------------------------------------------ | ------------------------------------ | -------------------------------------------------------------------------------- | --------------------------------------------------------------------------------- | --- |
| 2011年     | パダムパダム 〜彼と彼女の心拍音〜                | 빠담빠담... 그와 그녀의 심장박동소리 | テレビ朝日 BS朝日 テレ朝チャンネル 衛星劇場 DATV アジアドラマチックTV            | N/A                                                                               | |
| 2012年     | シンドローム                                     | 신드롬                               | BS朝日 KNTV                                                                      | N/A                                                                               | |
| 2012年     | 私たち結婚できるかな?                            | 우리가 결혼할 수 있을까              | TBS テレビ愛知                                                                   | N/A                                                                               | |
| 2013年     | ハートレスシティ 〜無情都市〜                    | 무정도시                             | Dlife                                                                            | N/A                                                                               | |
| 2013年     | 彼女の神話                                       | 그녀의 신화                          | BSフジ TBSチャンネル 衛星劇場                                                    | Amazonプライムビデオ Hulu dTV U-NEXT FOD ビデオマーケット Rakuten TV              | TBSチャンネルではノーカット字幕版で放送された。                                                                       |
| 2013年     | 隣人の妻                                         | 네 이웃의 아내                       | KNTV                                                                             | N/A                                                                               | |
| 2014年     | 私たち、恋してる                                 | 우리가 사랑할 수 있을까              | BS11 KNTV                                                                        | N/A                                                                               | |
| 2014年     | 密会                                             | 밀회                                 | 衛星劇場                                                                         | N/A                                                                               | |
| 2017年     | ただ愛する仲                                     | 그냥 사랑하는 사이                   | BS朝日 BS11 フジテレビONE TWO NEXT TBSチャンネル 衛星劇場 ホームドラマチャンネル | Amazonプライムビデオ Hulu U-NEXT ビデオマーケット Rakuten TV TSUTAYA TV           | TBSチャンネルではノーカット字幕版で放送された。                                                                       |
| 2018年     | ウラチャチャ My Love                             | 으라차차 와이키키                    | 衛星劇場                                                                         | Hulu Lemino U-NEXT ビデオマーケット Rakuten TV TSUTAYA TV                         | |
| 2018年     | ハンムラビ法廷                                   | 미스 함무라비                        | テレビ東京 テレビ愛知 テレビ大阪 BS11 フジテレビONE TWO NEXT DATV                | Amazonプライムビデオ dTV U-NEXT FOD ビデオマーケット Rakuten TV                   | テレビ大阪、BS11、フジテレビONE TWO NEXT、DATVでは『ハンムラビ法廷 ～初恋はツンデレ判事!?～』の邦題で放送されている。 |
| 2018年     | ライフ                                           | 라이프                               | 衛星劇場 ホームドラマチャンネル                                                  | Netflix Amazonプライムビデオ Lemino U-NEXT ビデオマーケット Rakuten TV TSUTAYA TV | |
| 2018年     | 僕が見つけたシンデレラ 〜Beauty Inside〜         | 뷰티 인사이드                        | 京都放送 BS11 KNTV ホームドラマチャンネル                                        | Amazonプライムビデオ dTV U-NEXT ビデオマーケット Rakuten TV                       | |
| 2018年     | とにかくアツく掃除しろ! 〜恋した彼は潔癖王子!?〜 | 일단 뜨겁게 청소하라!!               | BSフジ DATV ホームドラマチャンネル                                               | Netflix Amazonプライムビデオ dTV U-NEXT ABEMA GYAO! ビデオマーケット Rakuten TV   | |
| 2019年     | まぶしくて -私たちの輝く時間-                    | 눈이 부시게                          | BS朝日 KNTV                                                                      | Netflix Lemino U-NEXT FOD ビデオマーケット Rakuten TV TSUTAYA TV                  | |
| 2019年     | ウラチャチャ!?〜男女6人恋のバトル〜              | 으라차차 와이키키 2                  | BS朝日 KNTV フジテレビONE TWO NEXT                                               | Lemino                                                                            | |
| 2019年     | 風が吹く                                         | 바람이 분다                          | BS朝日 日テレプラス アジアドラマチックTV                                         | Lemino U-NEXT FOD ビデオマーケット Rakuten TV TSUTAYA TV                          | |
| 2019年     | 十八の瞬間                                       | 열여덟의 순간                        | 衛星劇場 Mnet LaLa TV                                                            | Amazonプライムビデオ Lemino U-NEXT ビデオマーケット Rakuten TV TSUTAYA TV         | |
| 2019年     | コッパダン〜恋する仲人〜                         | 꽃파당: 조선혼담공작소               | BS12 トゥエルビ WOWOW KNTV LaLa TV                                               | TSUTAYA TV GYAO!                                                                  | |
| 2019年     | 補佐官（シーズン2）                              | 보좌관 - 세상을 움직이는 사람들      | N/A                                                                              | Netflix                                                                           | 日本ではNetflixでの配信のみ。                                                                                         |
| 2019年     | 検事ラプソディ 〜僕と彼女の愛すべき日々〜        | 검사내전                             | BS朝日 衛星劇場                                                                  | FOD GYAO! WOWOWオンデマンド ビデオマーケット                                      | |
| 2020年     | 天気がよければ会いにゆきます                     | 날씨가 좋으면 찾아가겠어요           | 衛星劇場 アジアドラマチックTV                                                    | Netflix Amazonプライムビデオ Hulu U-NEXT FOD TELASA DMM TV                        | |
| 2020年     | 夜食男女                                         | 야식남녀                             | BS日テレ KNTV ホームドラマチャンネル                                             | Amazonプライムビデオ Hulu U-NEXT DMM TV TELASA Rakuten TV                         | |
| 2020年     | 模範刑事                                         | 모범형사                             | BS11 衛星劇場 ホームドラマチャンネル                                             | U-NEXT                                                                            | 日本での配信はU-NEXTのみ。                                                                                            |
| 2020年     | 18アゲイン                                       | 18 어게인                            | KNTV 衛星劇場 ホームドラマチャンネル                                             | U-NEXT                                                                            | 日本での配信はU-NEXTのみ。                                                                                            |
| 2021年     | 先輩、その口紅塗らないで                         | 선배, 그 립스틱 바르지 마요          | テレビ東京 KNTV LaLa TV TBSチャンネル                                            | Netflix Amazonプライムビデオ Hulu dTV U-NEXT FOD ビデオマーケット                 | TBSチャンネルではノーカット字幕版で放送。また、かつてはParaviでも配信されていた。                                     |
| 2021年     | IDOL: The Coup                                   | IDOL [아이돌 : The Coup]             | N/A                                                                              | Amazonプライムビデオ Hulu FOD U-NEXT ABEMA                                        | 日本では配信でのみ視聴可能。                                                                                          |
| 2021年     | 一人だけ 〜あなたさえいれば〜                    | 한 사람만                            | KNTV                                                                             | U-NEXT                                                                            | 日本での配信はU-NEXTのみ。                                                                                            |

火曜ドラマ
| 放送開始年 | 邦題                           | 原題     | 日本での放送局                         | 日本での配信サイト                                | 備考 |
| ---------- | ------------------------------ | -------- | -------------------------------------- | ------------------------------------------------- | ---- |
| 2020年     | 恋はオン・エアー中!〜Live On〜 | 라이브온 | 衛星劇場 ホームドラマチャンネル BSフジ | Amazonプライムビデオ Hulu U-NEXT FOD TELASA GYAO! |      |

水曜ドラマ
| 放送開始年 | 邦題                             | 原題        | 日本での放送局 | 日本での配信サイト | 備考                                                                                |
| ---------- | -------------------------------- | ----------- | -------------- | ------------------ | ----------------------------------------------------------------------------------- |
| 2024年     | 組み立て式家族～僕らの恋の在処～ | 조립식 가족 | N/A            | U-NEXT             | 中国のテレビドラマ『家族の名において』のリメイク作品。 日本ではU-NEXTでの配信のみ。 |

水木ドラマ
| 放送開始年 | 邦題                                        | 原題               | 日本での放送局  | 日本での配信サイト                                                   | 備考                                             |
| ---------- | ------------------------------------------- | ------------------ | --------------- | -------------------------------------------------------------------- | ------------------------------------------------ |
| 2012年     | 天地人〜チョンジイン〜                      | 발효가족           | 衛星劇場 DATV   | N/A                                                                  |                                                  |
| 2012年     | 妻の資格                                    | 아내의 자격        | BS11 KNTV       | N/A                                                                  |                                                  |
| 2012年     | 親愛なる者へ                                | 친애하는 당신에게  | BS11 WOWOW KNTV | N/A                                                                  | 日本の同名テレビドラマ（1992年）のリメイク作品。 |
| 2020年     | サンガプ屋台                                | 쌍갑포차           | N/A             | Netflix                                                              | 日本ではNetflixでの配信のみ。                    |
| 2020年     | 私たち、恋してたのかな?                     | 우리, 사랑했을까   | N/A             | Netflix                                                              | 日本ではNetflixでの配信のみ。                    |
| 2020年     | プライバシー戦争                            | 사생활             | N/A             | Netflix                                                              | 日本ではNetflixでの配信のみ。                    |
| 2020年     | それでも僕らは走り続ける                    | 런 온              | N/A             | Netflix                                                              | 日本ではNetflixでの配信のみ。                    |
| 2021年     | シーシュポス: The Myth                      | 시지프스: the myth | N/A             | Netflix                                                              | 日本ではNetflixでの配信のみ。                    |
| 2021年     | ロースクール                                | 로스쿨             | N/A             | Netflix                                                              | 日本ではNetflixでの配信のみ。                    |
| 2021年     | 恋するイエカツ                              | 월간 집            | KNTV LaLa TV    | Amazonプライムビデオ Hulu Lemino U-NEXT FOD TELASA DMM TV Rakuten TV |                                                  |
| 2021年     | あなたに似た人                              | 너를 닮은 사람     | N/A             | Netflix                                                              | 日本ではNetflixでの配信のみ。                    |
| 2021年     | 工作都市〜欲望のワルツ〜                    | 공작도시           | KNTV 衛星劇場   | Amazonプライムビデオ Hulu U-NEXT FOD WOWOWオンデマンド               |                                                  |
| 2022年     | 39歳                                        | 서른, 아홉         | N/A             | Netflix                                                              | 日本ではNetflixでの配信のみ。                    |
| 2022年     | グリーン・マザーズ・クラブ                  | 그린마더스 클럽    | N/A             | Netflix                                                              | 日本ではNetflixでの配信のみ。                    |
| 2022年     | インサイダー                                | 인사이더           | KNTV            | U-NEXT                                                               | 日本での配信はU-NEXTのみ。                       |
| 2022年     | 愛と、利と                                  | 사랑의 이해        | N/A             | Netflix                                                              | 日本ではNetflixでの配信のみ。                    |
| 2023年     | 良くも、悪くも、だって母親                  | 나쁜 엄마          | N/A             | Netflix                                                              | 日本ではNetflixでの配信のみ。                    |
| 2023年     | 奇跡の兄弟                                  | 기적의 형제        | N/A             | Lemino                                                               | 日本ではLeminoでの配信のみ。                     |
| 2023年     | この恋は不可抗力                            | 이 연애는 불가항력 | N/A             | Netflix                                                              | 日本ではNetflixでの配信のみ。                    |
| 2024年     | ラブソリューション 〜愛の解決策、教えます〜 | 끝내주는 해결사    | N/A             | U-NEXT                                                               | 日本ではU-NEXTでの配信のみ。                     |
| 2024年     | 正直にお伝えします!?                        | 비밀은 없어        | N/A             | Netflix                                                              | 日本ではNetflixでの配信のみ。                    |
| 2024年     | 遊んでくれる彼女                            | 놀아주는 여자      | N/A             | U-NEXT                                                               | 日本ではU-NEXTでの配信のみ。                     |

金土ドラマ
| 放送開始年 | 邦題                                              | 原題                            | 日本での放送局                                                                                            | 日本での配信サイト                                                                                 | 備考                                                                                                |
| ---------- | ------------------------------------------------- | ------------------------------- | --- | -------------------------------------------------------------------------------------------------- | --------------------------------------------------------------------------------------------------- |
| 2014年     | イニョプの道                                      | 하녀들                          | テレビ東京 テレビ愛知 テレビ大阪 サンテレビジョン NHK BSプレミアム BS日テレ 衛星劇場 アジアドラマチックTV | Hulu Lemino U-NEXT GYAO!                                                                           | |
| 2015年     | 純情に惚れる                                      | 순정에 반하다                   | 衛星劇場                                                                                                  | Netflix Hulu Lemino                                                                                | |
| 2015年     | 愛するウンドン                                    | 사랑하는 은동아                 | BSテレ東 KNTV                                                                                             | Hulu dTV FOD                                                                                       | |
| 2015年     | ラスト・ゲーム〜最後に笑うのは誰だ?!              | 라스트                          | KNTV フジテレビONE TWO NEXT                                                                               | GYAO!                                                                                              | |
| 2015年     | D-DAY                                             | 디데이                          | DATV | dTV Rakuten TV                                                                                     | |
| 2016年     | カフェ・アントワーヌの秘密                        | 마담 앙트완                     | BSフジ | dTV FOD                                                                                            | |
| 2016年     | 僕は彼女に絶対服従 〜カッとナム・ジョンギ〜       | 욱씨남정기                      | TOKYO MX BSフジ                                                                                           | Hulu dTV U-NEXT FOD GYAO! ビデオマーケット Rakuten TV                                              | |
| 2016年     | 魔女宝鑑 〜ホジュン、若き日の恋〜                 | 마녀보감                        | BS11 衛星劇場                                                                                             | Amazonプライムビデオ Hulu dTV U-NEXT FOD ビデオマーケット Rakuten TV                               | |
| 2016年     | 恋のドキドキシェアハウス〜青春時代〜              | 청춘시대                        | 衛星劇場                                                                                                  | Netflix dTV U-NEXT FOD GYAO! ビデオマーケット Rakuten TV                                           | |
| 2016年     | ファンタスティック〜君がくれた奇跡〜              | 판타스틱                        | BSフジ フジテレビONE TWO NEXT                                                                             | Amazonプライムビデオ dTV U-NEXT GYAO! ビデオマーケット Rakuten TV                                  | |
| 2016年     | 今週妻が浮気します                                | 이번 주 아내가 바람을 핍니다    | BS11 KNTV                                                                                                 | Amazonプライムビデオ dTV FOD GYAO! ビデオマーケット Rakuten TV                                     | 日本の同名テレビドラマ（2007年）のリメイク作品。                                                    |
| 2016年     | ソロモンの偽証                                    | 솔로몬의 위증                   | BS12 トゥエルビ 衛星劇場                                                                                  | Amazonプライムビデオ U-NEXT FOD GYAO! ビデオマーケット Rakuten TV                                  | 宮部みゆきによる日本の同名小説を基にした作品。                                                      |
| 2017年     | 力の強い女 ト・ボンスン                           | 힘쎈여자 도봉순                 | BS11 TBSチャンネル 衛星劇場                                                                               | U-NEXT                                                                                             | TBSチャンネルではノーカット字幕版で放送された。                                                     |
| 2017年     | マン・ツー・マン 〜君だけのボディーガード〜       | 맨투맨                          | DATV | Netflix Amazonプライムビデオ Lemino FOD ビデオマーケット Rakuten TV                                | 日本国内のNetflixでは『ミッション・ボディーガード』の邦題で、Netflixオリジナル作品として配信。      |
| 2017年     | 品位のある彼女                                    | 품위있는 그녀                   | BS朝日 BS12 トゥエルビ KNTV                                                                               | Amazonプライムビデオ ※視聴不可 Hulu U-NEXT FOD GYAO! ビデオマーケット Rakuten TV                   | 日本では2024年現在、配信での視聴ができなくなっている。                                              |
| 2017年     | 恋のドキドキシェアハウス 〜青春時代〜 第2章       | 청춘시대                        | 衛星劇場                                                                                                  | Netflix U-NEXT FOD GYAO!                                                                           | |
| 2017年     | 恋するパッケージツアー 〜パリから始まる最高の恋〜 | 더 패키지                       | BSフジ フジテレビONE TWO NEXT 衛星劇場 DATV                                                               | Amazonプライムビデオ dTV U-NEXT ビデオマーケット Rakuten TV                                        | |
| 2017年     | アンタッチャブル                                  | 언터처블                        | 衛星劇場                                                                                                  | N/A                                                                                                | |
| 2018年     | ミスティ〜愛の真実〜                              | 미스티                          | BS11 WOWOW                                                                                                | Netflix Amazonプライムビデオ Hulu U-NEXT FOD                                                       | |
| 2018年     | よくおごってくれる綺麗なお姉さん                  | 밥 잘 사주는 예쁜 누나          | テレビ大阪 BS日テレ BSテレ東 TBSチャンネル 衛星劇場                                                       | Netflix Amazonプライムビデオ Hulu Lemino U-NEXT FOD ビデオマーケット Rakuten TV                    | TBSチャンネルではノーカット字幕版で放送された                                                       |
| 2018年     | スケッチ〜神が予告した未来〜                      | 스케치                          | BS11 フジテレビONE TWO NEXT DATV                                                                          | Amazonプライムビデオ dTV U-NEXT ビデオマーケット Rakuten TV                                        | |
| 2018年     | 私のIDはカンナム美人                              | 내 아이디는 강남미인            | TOKYO MX BS日テレ 衛星劇場 LaLa TV アジアドラマチックTV                                                   | Netflix Lemino U-NEXT ABEMA FOD ビデオマーケット Rakuten TV                                        | |
| 2018年     | 第3の魅力〜終わらない恋の始まり〜                 | 제3의 매력                      | BS11 TBSチャンネル アジアドラマチックTV                                                                   | Amazonプライムビデオ Hulu Lemino U-NEXT ABEMA ビデオマーケット Rakuten TV                          | TBSチャンネルではノーカット字幕版で放送された。                                                     |
| 2018年     | SKYキャッスル〜上流階級の妻たち〜                 | SKY 캐슬                        | TOKYO MX 三重テレビ BS日テレ BSフジ フジテレビONE TWO NEXT アジアドラマチックTV                           | Netflix Amazonプライムビデオ Hulu Lemino U-NEXT ABEMA FOD TELASA GYAO! ビデオマーケット Rakuten TV | |
| 2019年     | リーガル・ハイ                                    | 리갈하이                        | フジテレビONE TWO NEXT KNTV                                                                               | GYAO!                                                                                              | 2012年より放送された日本の同名テレビドラマのリメイク作品。                                          |
| 2019年     | 凍てついた愛                                      | 아름다운 세상                   | BS12 トゥエルビ LaLa TV                                                                                   | Amazonプライムビデオ Lemino FOD GYAO!                                                              | |
| 2019年     | 補佐官（シーズン1）                               | 보좌관 - 세상을 움직이는 사람들 | N/A | Netflix                                                                                            | 日本ではNetflixでの配信のみ。                                                                       |
| 2019年     | 恋愛体質〜30歳になれば大丈夫                      | 멜로가 체질                     | BS朝日 フジテレビONE TWO NEXT                                                                             | Netflix Amazonプライムビデオ dTV U-NEXT FOD GYAO! ビデオマーケット                                 | |
| 2019年     | 私の国                                            | 나의 나라                       | テレビ愛知 テレビせとうち BS朝日 WOWOW KNTV LaLa TV                                                       | Netflix Amazonプライムビデオ Lemino U-NEXT FOD GYAO! ビデオマーケット Rakuten TV                   | |
| 2019年     | チョコレート: 忘れかけてた幸せの味                | 초콜릿                          | N/A | Netflix                                                                                            | 日本ではNetflixでの配信のみ。                                                                       |
| 2020年     | 梨泰院クラス                                      | 이태원 클라쓰                   | N/A | Netflix                                                                                            | 日本ではNetflixでの配信のみ。                                                                       |
| 2020年     | 夫婦の世界                                        | 부부의 세계                     | テレビ大阪 WOWOW KNTV 衛星劇場                                                                            | U-NEXT                                                                                             | 英BBCのテレビドラマ『女医フォスター 夫の情事、私の決断』のリメイク作品。 日本での配信はU-NEXTのみ。 |
| 2020年     | 優雅な友達                                        | 우아한 친구들                   | BS-TBS KNTV KBSワールド                                                                                   | Amazonプライムビデオ Hulu Watcha U-NEXT FOD TELASA                                                 | |
| 2020年     | 2人の恋は場合の数                                 | 경우의 수                       | 衛星劇場 ホームドラマチャンネル                                                                           | U-NEXT                                                                                             | 日本での配信はU-NEXTのみ。                                                                          |
| 2020年     | ハッシュ 〜沈黙注意報〜                           | 허쉬                            | KNTV LaLa TV                                                                                              | Amazonプライムビデオ U-NEXT                                                                        | |
| 2021年     | 怪物                                              | 괴물                            | KNTV | Netflix Amazonプライムビデオ Hulu U-NEXT FOD TELASA ABEMA                                          | |
| 2021年     | アンダーカバー 〜君を守り抜く〜                   | 언더커버                        | 衛星劇場 ホームドラマチャンネル                                                                           | U-NEXT                                                                                             | 英BBCのテレビドラマ『アンダーカバー 見つめる目』のリメイク作品。 日本での配信はU-NEXTのみ。         |

金日ドラマ
| 放送開始年 | 邦題                           | 原題            | 日本での放送局 | 日本での配信サイト                                                    | 備考 |
| ---------- | ------------------------------ | --------------- | -------------- | --------------------------------------------------------------------- | ---- |
| 2022年     | 財閥家の末息子 〜Reborn Rich〜 | 재벌집 막내아들 | Dlife          | Netflix Amazonプライムビデオ Hulu Lemino U-NEXT FOD WOWOWオンデマンド |      |

金曜ドラマ
| 放送開始年 | 邦題           | 原題        | 日本での放送局 | 日本での配信サイト | 備考                          |
| ---------- | -------------- | ----------- | -------------- | ------------------ | ----------------------------- |
| 2025年     | 優しい男の物語 | 착한 사나이 | N/A            | Disney+            | 日本ではDisney+での配信のみ。 |

土曜ドラマ
| 放送開始年 | 邦題           | 原題       | 日本での放送局 | 日本での配信サイト | 備考                          |
| ---------- | -------------- | ---------- | -------------- | ------------------ | ----------------------------- |
| 2021年     | わかっていても | 알고있지만 | N/A            | Netflix            | 日本ではNetflixでの配信のみ。 |

土日ドラマ
| 放送開始年 | 邦題                                   | 原題                                 | 日本での放送局                                | 日本での配信サイト                                                 | 備考 |
| ---------- | -------------------------------------- | ------------------------------------ | --------------------------------------------- | ------------------------------------------------------------------ | --- |
| 2011年     | インス大妃                             | 인수대비                             | BS-TBS BS12 トゥエルビ ホームドラマチャンネル | N/A                                                                | |
| 2012年     | 限りない愛                             | 무자식 상팔자                        | WOWOW KNTV                                    | N/A                                                                | |
| 2013年     | 世界の終わり                           | 세계의 끝                            | N/A                                           | N/A                                                                | 日本ではエスピーオーよりDVDがリリースされている。                                                                                      |
| 2013年     | 花たちの戦い -宮廷残酷史-              | 궁중잔혹사 – 꽃들의 전쟁             | BS-TBS BSテレ東 KNTV ホームドラマチャンネル   | Hulu FOD GYAO!                                                     | |
| 2013年     | 約束のない恋                           | 맏이                                 | KNTV                                          | N/A                                                                | |
| 2014年     | 12年ぶりの再会                         | 12년만의 재회: 달래 된, 장국         | KNTV フジテレビONE TWO NEXT                   | dTV                                                                | |
| 2015年     | 錐                                     | 송곳                                 | アジアドラマチックTV                          | Amazonプライムビデオ FOD                                           | DVDリリース時の邦題は「錐 -明日への光-」。                                                                                             |
| 2021年     | LOST 人間失格                          | 인간실격                             | KNTV 衛星劇場 ホームドラマチャンネル          | Amazonプライムビデオ Hulu Lemino U-NEXT FOD ABEMA ビデオマーケット | |
| 2021年     | 調査官ク・ギョンイ                     | 구경이                               | N/A                                           | Netflix                                                            | 日本ではNetflixでの配信のみ。 |
| 2021年     | スノードロップ                         | 설강화: snowdrop                     | BS10                                          | Disney+                                                            | |
| 2022年     | 気象庁の人々: 社内恋愛は予測不能?!     | 기상청 사람들: 사내연애 잔혹사 편    | N/A                                           | Netflix                                                            | 日本ではNetflixでの配信のみ。 |
| 2022年     | 私の解放日誌                           | 나의 해방일지                        | N/A                                           | Netflix                                                            | 日本ではNetflixでの配信のみ。 |
| 2022年     | クリーニングアップ                     | 클리닝 업                            | BS11 KNTV                                     | U-NEXT                                                             | 英ITVの同名テレビドラマ（2019年）(英語版)のリメイク作品。日本での配信はU-NEXTのみ。                                                    |
| 2022年     | 模範刑事2                              | 모범형사2                            | KNTV ホームドラマチャンネル                   | U-NEXT                                                             | 日本での配信はU-NEXTのみ。 |
| 2022年     | The Empire:法の帝国                    | 디 엠파이어: 법의 제국               | LaLa TV                                       | Hulu Lemino U-NEXT FOD TELASA ABEMA                                | |
| 2023年     | ポジション 〜広告代理店の女王〜        | 대행사                               | KNTV                                          | U-NEXT                                                             | 日本での配信はU-NEXTのみ。 |
| 2023年     | 離婚弁護士シン・ソンハン               | 신성한, 이혼                         | N/A                                           | Netflix                                                            | 日本ではNetflixでの配信のみ。 |
| 2023年     | 医師チャ・ジョンスク                   | 닥터 차정숙                          | N/A                                           | Netflix                                                            | 日本ではNetflixでの配信のみ。 |
| 2023年     | キング・ザ・ランド                     | 킹더랜드                             | N/A                                           | Netflix                                                            | 日本ではNetflixでの配信のみ。 |
| 2023年     | ヒップタッチの女王                     | 힙하게                               | N/A                                           | Netflix                                                            | 日本ではNetflixでの配信のみ。 |
| 2023年     | 力の強い女 カン・ナムスン              | 힘쎈여자 강남순                      | N/A                                           | Netflix                                                            | 日本ではNetflixでの配信のみ。 |
| 2023年     | サムダルリへようこそ                   | 웰컴투 삼달리                        | N/A                                           | Netflix                                                            | 日本ではNetflixでの配信のみ。 |
| 2024年     | ドクタースランプ                       | 닥터슬럼프                           | N/A                                           | Netflix                                                            | 日本ではNetflixでの配信のみ。 |
| 2024年     | ハイド-私の夫の秘密-                   | 하이드                               | N/A                                           | U-NEXT                                                             | 韓国の動画配信サービスCoupang Playのオリジナル作品。英BBCウェールズのドラマ『Keeping Faith』を原作とする。日本ではU-NEXTでの配信のみ。 |
| 2024年     | ヒーローではないけれど                 | 히어로는 아닙니다만                  | N/A                                           | Netflix                                                            | 日本ではNetflixでの配信のみ。 |
| 2024年     | Missナイト & Missデイ                  | 낮과 밤이 다른 그녀                  | N/A                                           | Netflix                                                            | 日本ではNetflixでの配信のみ。 |
| 2024年     | 貞淑なお仕事                           | 정숙한 세일즈                        | N/A                                           | Netflix                                                            | 英ITVのテレビドラマ『Brief Encounters』(2016年)を原作とする。日本ではNetflixでの配信のみ。                                             |
| 2024年     | オク氏夫人伝 -偽りの身分 真実の人生-   | 옥씨부인전                           | N/A                                           | U-NEXT                                                             | 日本では2025年現在、U-NEXTでの配信のみ。                                                                                               |
| 2025年     | 交渉の技術                             | 협상의 기술                          | N/A                                           | Lemino                                                             | 日本では2025年現在、Leminoでの配信のみ。                                                                                               |
| 2025年     | 君は天国でも美しい                     | 천국보다 아름다운                    | N/A                                           | Netflix                                                            | 日本ではNetflixでの配信のみ。 |
| 2025年     | グッドボーイ                           | 굿보이                               | N/A                                           | Amazonプライムビデオ                                               | 日本ではAmazonプライムビデオでの配信のみ。                                                                                             |
| 2025年     | エスクワイア: 弁護士を夢見る弁護士たち | 에스콰이어: 변호사를 꿈꾸는 변호사들 | N/A                                           | Netflix                                                            | 日本ではNetflixでの配信のみ。 |

### 教養
JTBCウェブサイトの番組情報ページより参照
放送中の番組
- 최고의 처방 미라클 푸드（最高の処方箋 ミラクルフード）（月曜 7:00-）
- 내 몸을 살리는 흥신소（私の体を生かす興信所）（月曜 8:00-）
- 헬로 마이 닥터 친절한 진료실（ハロー・マイ・ドクター 親切な診療室）（月曜 9:05-）
- 아무도 몰랐던, 비하인드（誰も知らなかった、ビハインド）（火曜 22:40-）
- 인생 리부트 나를 찾아줘（人生リブート 私を見つけて）（水曜 8:00-）
- TV정보쇼 알짜왕（テレビ情報ショー 選り抜き王）（木曜 9:05-）
- 내 몸을 부탁해（私の体をお願い）（木曜 9:05-）
- 한블리: 한문철의 블랙박스 리뷰（ハンブリ ハン・ムンチョルのブラックボックスレビュー）（木曜 20:50-）
- 시청자의회（視聴者議会）（金曜 6:30-）
- ジャンルはマネー（장르가 머니）（金曜 10:00 - ）
- 위대한 식탁（偉大なる食卓）（土曜 7:00-）
- 사연 있는 쌀롱하우스（事情のあるサロンハウス）（土曜 8:00-）
- 다큐초이스（ドキュチョイス）（土曜 8:55-）
- 이토록 위대한 몸（素晴らしきこの体）（土曜 8:55-）
- 중독자들 어벤져스（中毒者たち アベンジャーズ）（土曜 9:50-）
- 차이 나는 클라스 방구석 특강（違いの出るクラス お家で特別講義）（土曜 10:50-）
- 중독자들（中毒者たち）（日曜 7:30-）
- 다큐 플러스（ドキュプラス）（日曜 8:30-）
- 지킬박사와 가이드（ジキル博士とガイド）（日曜 9:25-）

過去に放送された番組
- 한 번 더 리즈시절（もう一度 全盛期）（月曜 8:00-）
- 건강한 발견 배우자（健康の発見 学びましょう）（火曜 9:00-）
- 뭐털도사（モトルの達人）（火曜 20:50-）
- 건강한 발견 배우자（健康の発見 学びましょう）（火曜 9:00-）
- 재능기부 프로젝트 - 한 걸음 더（才能寄付プロジェクト もう一歩）（土曜 10:50-）
- 히든히어로즈（ヒドゥンヒーローズ）（日曜 16:40-）
- 차이나는 클라스 위대한 질문（違いの出るクラス 偉大なる質問）（日曜 10:30-）

### バラエティー
※邦題のある番組、または原題のまま日本で放送・配信されている番組のみを記載する。
現在放送中の番組
- 第一号にならないで〜お笑いは結婚を救う!?〜 第2期（1호가 될 순 없어 2）（水曜 20:50-）[265]
- 知ってるお兄さん（아는 형님）（土曜 21:00-23:00）[注釈 9]
- シュート!〜レジェンドたちの挑戦 （뭉쳐야 찬다）（日曜 19:10-）[注釈 10]
- 冷蔵庫をよろしく since 2014（냉장고를 부탁해 since 2014）（日曜 21:00-22:30）[注釈 11]

過去に放送された番組
| 放送開始年 | 邦題                                        | 原題                            | シーズン数 | 日本での放送局                                    | 日本での配信サイト                                                                     | 備考                                                                                     |
| ---------- | ------------------------------------------- | ------------------------------- | ---------- | ------------------------------------------------- | -------------------------------------------------------------------------------------- | ---------------------------------------------------------------------------------------- |
| 2012年     | 本物は誰だ！ 〜HIDDEN SINGER                | 히든싱어                        | 7          | KNTV                                              | N/A                                                                                    | 日本ではシーズン3まで放送。                                                              |
| 2013年     | 魔女狩り                                    | 마녀사냥                        | 1          | DATV                                              | N/A                                                                                    |                                                                                          |
| 2014年     | 冷蔵庫をよろしく                            | 냉장고를 부탁해                 | 1          | Mnet                                              | Amazonプライムビデオ Hulu Lemino                                                       |                                                                                          |
| 2015年     | マリと私 〜ペットと僕らの奮闘記〜           | 마리와 나                       | 1          | 衛星劇場                                          | N/A                                                                                    |                                                                                          |
| 2015年     | シュガーマン                                | 투유 프로젝트 - 슈가맨          | 3          | Mnet                                              | N/A                                                                                    |                                                                                          |
| 2017年     | ヒョリの民宿                                | 효리네 민박                     | 2          | BS12 トゥエルビ KNTV LaLa TV アジアドラマチックTV | Netflix Amazonプライムビデオ Hulu Lemino U-NEXT FOD DMM TV ビデオマーケット Rakuten TV | アジアドラマチックTVはシーズン2のみ放送。                                                |
| 2019年     | トラベラー                                  | 트래블러                        | 2          | KNTV                                              | N/A                                                                                    |                                                                                          |
| 2020年     | 感性キャンピング                            | 갬성캠핑                        | 1          | LaLa TV                                           | N/A                                                                                    |                                                                                          |
| 2020年     | 第一号にならないで 〜お笑いは結婚を救う!?〜 | 1호가 될 순 없어                | 1          | N/A                                               | Netflix                                                                                | 日本ではNetflixでの配信のみ。                                                            |
| 2021年     | パラドンバダ 〜海の見えるライブBar          | 바라던 바다                     | 1          | KNTV LaLa TV                                      | N/A                                                                                    |                                                                                          |
| 2021年     | 村の軽洋食                                  | 시고르 경양식                   | 1          | LaLa TV テレ朝チャンネル                          | N/A                                                                                    |                                                                                          |
| 2022年     | 走れ! 魔女バスケ部                          | 언니들이 뛴다 - 마녀체력 농구부 | 1          | N/A                                               | Netflix                                                                                | 日本ではNetflixでの配信のみ。                                                            |
| 2022年     | IN THE SOOP フレンドケーション              | 인더숲:우정여행                 | 1          | N/A                                               | Disney+                                                                                | 日本ではDisney+での配信のみ。また、本国ではテレビ放送終了後にDisney+にて配信されている。 |
| 2023年     | PEAK TIME                                   | 피크타임                        | 1          | テレ朝チャンネル1                                 | ABEMA                                                                                  | 日本では韓国での放送と同時に放送・配信                                                   |
| 2023年     | R U Next?                                   | 알유넥스트                      | 1          | N/A                                               | ABEMA                                                                                  | 日本ではABEMAにて韓国での放送と同時に配信。                                              |
| 2024年     | GIRLS ON FIRE                               | 걸스 온 파이어                  | 1          | N/A                                               | Lemino                                                                                 | 日本ではLeminoにて韓国での放送と同時に配信。                                             |
| 2024年     | My name is ガブリエル                       | My name is 가브리엘             | 1          | N/A                                               | Disney+                                                                                | 日本ではDisney+での配信のみ。                                                            |
| 2024年     | PROJECT 7                                   | 프로젝트 7                      | 1          | N/A                                               | ABEMA                                                                                  | 日本ではABEMAにて韓国での放送と同時に配信。                                              |

## 姉妹チャンネル

### JTBC2
2016年3月にQTV(朝鮮語版)より改称。ブランドスローガンは「색다른 즐거움」(一味違う楽しさ)。20～30代の若い視聴者をターゲットに据えており、JTBCで放送されている番組で構成されている。

### JTBC GOLF&SPORTS
スポーツ専門チャンネル。2015年8月に米FOXネットワークス・グループの子会社であるFox International Channels Asia(現Fox Networks Group Asia Pacific)との提携により、JTBC3 FOX Sportsとして開局。その後2020年3月のリブランディングにより現在のチャンネル名となっている。

### JTBC4
2018年4月に開局。ブランドスローガンは「일상이 트렌드」(日常がトレンド)。20～30代、特にミレニアル世代の女性視聴者をターゲットに、美容・ライフスタイル・グルメなどを取り扱った番組編成が特徴。

### JTBC GOLF
ゴルフ専門チャンネル。2005年1月にJゴルフ(J 골프)として開局し、2015年3月のリブランディングにより現在のチャンネル名となっている。

## スポーツイベントの放映に関する問題

### FIFAワールドカップ予選試合の独占中継
2012年6月、JTBCが2014 FIFAワールドカップ・アジア4次予選において韓国チームが参加する試合の独占中継を行った際、地上波ではない有料チャンネルである同局が放映を独占していることが問題視された。韓国内の放送・通信の規制監督機関である放送通信委員会はJTBCに対し国民全体世帯数の75%以上の世帯が視聴できる放送手段を確保しなければならないとの通知を出したが、JTBCは同委員会が2012年に発表した資料をもとに「有料放送加入世帯は全人口の88％を超える」とし、問題がないことを主張した。

### オリンピック放映権の単独契約
2019年6月、国際オリンピック委員会(IOC)は2026～2032年までの韓国国内における放映権をJTBCと単独契約した。それまでは、日本のジャパンコンソーシアムと同様、地上波三局（KBS、MBC、SBS）によるコンソーシアム「コリアプール(Korea Pool)」によって放映されていたが、同年4月、IOCより放映権購入の申し出を断られていた。また、コリアプールは当初JTBCに共同入札を要請していたが、JTBCはこれを拒否し、共同入札金額よりも高い金額をIOC側に提示していた。韓国放送協会は声明で、有料チャンネルであるJTBCのみでしか放映されない場合、無料の地上波放送しか受信できない国民が排除され、放送法で規定された普遍的視聴権が侵害されると反発。同時にIOCに対し「オリンピック中継の経験が全くない放送局に、最高額を提示されたという理由で放映権を渡そうとしている」として、決定を撤回するよう促した。一方JTBC側は放送通信委員会の調査報告を元に、「全世帯の95.6%（2016年基準）が有料放送を通じてテレビを視聴しており、地上波放送も大部分がIPTVやケーブルテレビを通じて視聴されている」「すべての有料放送加入者はJTBCを視聴できるため、事実上全国民が視聴可能である」とし、普遍的視聴権の侵害には当たらないと反論している。

## 提携マスメディア

### 国内提携新聞
- 中央日報（母体紙）…報道番組にキャスターを派遣
- 中部日報
- 大邱日報
- 済州日報

### 外国提携放送局
- CNN、FOX、HBO
- BBC
- 上海メディアグループ
- テレビ朝日、朝日放送
- K-channel
- アル・マスリ・アル・ヨウム
- スタンダード・グループ